# 세월초등학교
세월초등학교는 대한민국 경기도 양평군에 있는 공립 초등학교이다.

## 학교 연혁
- 1946년 9월 1일: 강상초등학교 세월분교장 설립인가
- 1964년 4월 1일: 세월초등학교 승격 개교

## 참고 자료
- 세월초등학교 - 한국교육학술정보원 학교알리미